# Премия имени М. А. Лаврентьева
Премия имени М. А. Лаврентьева — премия, присуждаемая с 1993 года Отделением математических наук Российской академии наук за выдающиеся результаты в области математики и механики.

Премия названа в честь советского математика и механика М. А. Лаврентьева.

## Лауреаты премии
На начало 2022 года награда была вручена следующим учёным:
- 1993 — Сергей Константинович Годунов — за монографию «Элементы механики сплошной среды»
- 1995 — Павел Игоревич Плотников — за цикл работ «Математические задачи теории волновых движений идеальной жидкости»
- 1997 — Владимир Михайлович Титов — за цикл работ: «Исследование механики процессов кумуляции и высокоскоростного удара»
- 2000 — Владимир Михайлович Тешуков — за цикл работ: «Распределение нелинейных волн в жидкостях и газах»
- 2003 — Михаил Михайлович Лаврентьев — за цикл работ «Развитие новых математических методов в приложениях к механике»
- 2003 — Тадей Иванович Зеленяк — за цикл работ «Развитие новых математических методов в приложениях к механике»
- 2003 — Александр Васильевич Кажихов — за цикл работ «Развитие новых математических методов в приложениях к механике»
- 2006 — Валерий Кириллович Кедринский — за серию научных работ по единой тематике «Нестационарные явления в однородных и многофазных средах: динамика структуры, кумулятивные течения, ударные волны и кавитация»
- 2009 — Владислав Васильевич Пухначёв — за цикл работ «Задачи со свободной границей для уравнений Навье-Стокса»
- 2009 — Всеволод Алексеевич Солонников — за цикл работ «Задачи со свободной границей для уравнений Навье-Стокса»
- 2012 — Александр Паруйрович Сейранян — за цикл работ «Новые решения задачи Лагранжа о наивыгоднейшем очертании колонны»
- 2015 — Никита Фёдорович Морозов — за серию работ «Динамика стержня при продольном сжатии. Развитие идеи М. А. Лаврентьева и А. Ю. Ишлинского»
- 2015 — Александр Константинович Беляев — за серию работ «Динамика стержня при продольном сжатии. Развитие идеи М. А. Лаврентьева и А. Ю. Ишлинского»
- 2015 — Пётр Евгеньевич Товстик — за серию работ «Динамика стержня при продольном сжатии. Развитие идеи М. А. Лаврентьева и А. Ю. Ишлинского»
- 2018 — Юрий Григорьевич Решетняк — за цикл работ «Решение задачи М. А. Лаврентьева об устойчивости в теореме Лиувилля»
- 2021 — Сергей Игоревич Безродных — за цикл работ «Новые методы в теории гипергеометрических функций многих переменных и их приложения»